# Lebadea parkeri
Lebadea parkeri är en fjärilsart som beskrevs av John Nevill Eliot 1978. Lebadea parkeri ingår i släktet Lebadea och familjen praktfjärilar. Inga underarter finns listade i Catalogue of Life.